# 珍酒
珍酒是貴州遵义所产的大曲酱香型白酒。大跃进至文化大革命期间为扩大茅台生产而推行茅台异地生产试验，其中之一为在距茅台酒厂约100公里远的遵义市郊由原茅台酒厂职工成立新厂，于1974年底建成，次年10月投产，1986年被命名为珍酒，为最接近茅台的酒种之一。2008年酒厂破产停产，次年被华泽集团收购，成为民企。五年后复产，珍酒以平价酱香型白酒重新上市销售。